# Млачиште
Млачиште је насеље у Србији у општини Црна Трава у Јабланичком округу. Према попису из 2022. имало је 12 становника.

## Назив и историја
Млачиште је насеље на западним, благим падинама Чемерника, окренутим Грделичкој клисури, на 1100 – 1300 метара надморске висине, омеђено Големом, Ракицком и Бајинском (Рупском) реком. Добило је назив по млаки – тресави изнад села, где извире речица са топлом водом – Блато. Исто се тако зове и тресава, која је слична некадашњем Власинском блату, само је мање површине. Атар насеља је одвајкада био обрастао буковом шумом и обиловао изворима здраве воде, али је од средине седамдесетих година прошлога века нагло почела да се засева бреза. У исто време Шумска управа из Лесковца је на пашњацима Чемерника засадила јелу и смреку, наневши непоцењиву штету планинском биљу и растињу. Од тада су извори на Чемернику почели да пресушују.
Млачиште је кроз историју више пута засељавано и расељавано у зависности од историјских и других околности, о чему говоре бројни топоними Селиште. Први пут је било изнад тресаве, тј. изворишта речице Блато, па се раселило због влажног терена. У време Турака једном је расељено када је турски султан Муса (1412. године), градио пут преко Чемерника на путу за Ново Брдо, а потом због тешког кулука на који је становништво принуђивано у копању гвоздене руде у атару Големе реке и Рударског рида и раду на вигњиштима и самоковима. Последњи се раселио заселак Јеренци, пред ослобођење од Турака, 1878. године, прешавши у село Лебет. У то време становници Млачишта су, за две хиљаде дуката, од спахије откупили атар села од Прониних Мејана све до Великог Чемерника, за испашу стоке.
Поред рударења у време Турака, овај крај је од давнина познат по сточарству. У атару села од најстаријих времена до пре тридесет година постојала је фарма, на самом изворишту Големе реке. До Другог светског рата овде су своју стоку напасали и Ашани или Каракачани, пореклом из Грчке, тако да се у селу до данас одржала стара каракачанска раса овце црног руна, која издржава и најтеже временске услове. Данас је изнад Фарме, у пазухи Чемерника, ограђено ловише јелена и дивљих свиња – Валмиште, које је захватило око 80 планиских извора, потока и речица.
На Млачишким Механама је 1921. године отворена четвороразредна основна школа за села Млачиште, Бајинци и Пажар. Та школа је после Другог светског рата једно време била и шесторазредна, да би се миграцијом печалбарског становништва, 1977. угасила. На Механама је једно време било и седиште Општине Млачиште (1952 – 1954), потом Месна канцеларија, затим Земљорадничка задруга, и две продавнице и станица за откуп шумских плодова, радила је и здравствена амбуланта, да би се данас Млачишке Механе популационо угасиле.
Како је ово био и пољопривредни крај богат водама, Млачиште је између два рата имало седам воденица на Големој реци и по две на Ракицкој и Бајинској и једну ваљавицу за сукно. Последње три воденице радиле су до седамдесетих година прошлога века. Имало је и две ковачнице („дугање“) и поткивачку радњу. Људи су се бавили и кириџијским послом коњима.
Млачиштани, као и сви Црнотравци, углавном су били грађевинари, што им је олакшало напуштање села. На то је утицало још и слаба путна мрежа и општинска небрига. Село је струју добило тек 1975. године. Данас житеља овог насеља има у свим већим градовима у Србији. Лети, јуна, јула и августа, дођу исељени и њихови потомци да посете завичај, онда насеље привремено поврати некадашњу живост.
Млачиштанска црква је у Рупљу (Свети апостол Петар), а у селу постоји запис, где се окупља народ о Спасовдану и Великој Госпојини. Гробље је на Млачишким Мејанама, заједничко и за село Бајинци, које се доскора административно водило као заселак Млачишта.
Данас се неконтролисаном сечом буковог дрвета читав крај пустоши, а несавесним брањем шумских плодова, помоћу металних чешљева, уништавају пространства боровнице у овом месту и на Чемернику.
Судбина насеља Млачишта данас је типична и за остала села у општини Црна Трава.

## Споменици из НОБ-а
- На Млачишким Механама подигнут је споменик у виду раширених крила – на левом крилу је спомен-плоча са именима 42 ратника из времена балканских ратова и Првог светског рата 1912-1918. године, а на десном крилу имена 54 жртве фашистичког терора из овога села у Другом светском рату. У средишњем делу је плоча са именима 11 палих бораца у току НОР-а, а на доњем делу плоча у знак сећања на Стојана Синадиновића (1911 – 1943), члана СКОЈ-а од 1935. и КПЈ од 1939, учесника НОР-а , кога је ухапсила специјална полиција у провали београдске партијске организације, децембра 1942, након чега је био у логору Бањица, потом стрељан у Јајинцима заједно са 275 другова 18. фебруара 1943. године.
- На Млачишким Механама је спомен-биста народном хероју Синадину Миленовићу (1897-1943), борцу од 1941. и заменику команданта Другог јужноморавског партизанског одреда.
- У спомен-парку на Млачишким Мејанама је и биста Александру Синадиновићу Леки (1922-1944), који је био члан ОК КПЈ Врања, секретар ОК СКОЈ-а и члан ОК СКОЈ-а Србије.
- На пропланку у Валмишту, 12. септембра 1951. године откривен је споменик од природног камена (у виду пирамиде, висок три метра), у знак сећања на први партизански логор у црнотравском крају и на 2. август 1942. године када је ту формиран Црнотравски партизански одред. Споменик је деведесетих година 20. века експлозивом порушен, остала је само мермерна плоча и хрпа камења.
- Спомен-плоча на Млачишким Механама, на кући у којој се родио и живео првоборац Александар Синадиновић Лека.
- Спомен-чесма на Помочаници (Качар) у знак сећања на 23. април 1943. године када је на том месту одржан састанак Окружног комитета КПЈ Пирот (коме је припадала и Црна Трава) и донета одлука о формирању Омладинског ударног батаљона, који је после учествовао у борбама све до Трста у ослобађању земље од окупатора и у гушењу балистичке побуне на Косову и Метохији 1945. године.
- Спомен-плоча на кући у Млачишту у којој се родио и живео народни херој Синадин Миленовић.

## Демографија
У насељу Млачиште живи 29 пунолетних становника, а просечна старост становништва износи 66,5 година (60,3 код мушкараца и 69,8 код жена). У насељу има 17 домаћинстава, а просечан број чланова по домаћинству је 1,71.
Ово насеље је у потпуности насељено Србима (према попису из 2002. године).
|  |

| Демографија | Демографија | Демографија |
| Година      | Становника  | Становника  |
| ----------- | ----------- | ----------- |
| 1948.       | 474         |             |
| 1953.       | 486         |             |
| 1961.       | 377         |             |
| 1971.       | 234         |             |
| 1981.       | 118         |             |
| 1991.       | 57          | 57          |
| 2002.       | 29          | 29          |
| 2011.       | 20          |             |
| 2022.       | 12          |             |

| Етнички састав према попису из 2002.‍ | Етнички састав према попису из 2002.‍ | Етнички састав према попису из 2002.‍ | Етнички састав према попису из 2002.‍ | Етнички састав према попису из 2002.‍ |
| ------------------------------------ | ------------------------------------ | ------------------------------------ | ------------------------------------ | ------------------------------------ |
|                                      |                                      |                                      |                                      |                                      |
| Срби                                 | Срби                                 |                                      | 29                                   | 100,0%                               |

| Година пописа     | 1948. | 1953. | 1961. | 1971. | 1981. | 1991. | 2002. |
| ----------------- | ----- | ----- | ----- | ----- | ----- | ----- | ----- |
| Број домаћинстава | 86    | 94    | 83    | 68    | 53    | 30    | 17    |

| Број чланова      | 1 | 2 | 3 | 4 | 5 | 6 | 7 | 8 | 9 | 10 и више | Просек |
| ----------------- | - | - | - | - | - | - | - | - | - | --------- | ------ |
| Број домаћинстава | 7 | 8 | 2 | 0 | 0 | 0 | 0 | 0 | 0 | 0         | 1,71   |

| Пол    | Укупно | Неожењен/Неудата | Ожењен/Удата | Удовац/Удовица | Разведен/Разведена | Непознато |
| ------ | ------ | ---------------- | ------------ | -------------- | ------------------ | --------- |
| Мушки  | 10     | 3                | 7            | 0              | 0                  | 0         |
| Женски | 19     | 5                | 6            | 6              | 2                  | 0         |
| УКУПНО | 29     | 8                | 13           | 6              | 2                  | 0         |

| Пол    | Укупно                    | Пољопривреда, лов и шумарство | Рибарство                            | Вађење руде и камена | Прерађивачка индустрија       |
| ------ | ------------------------- | ----------------------------- | ------------------------------------ | -------------------- | ----------------------------- |
| Мушки  | 3                         | 1                             | 0                                    | 0                    | 1                             |
| Женски | 1                         | 1                             | 0                                    | 0                    | 0                             |
| УКУПНО | 4                         | 2                             | 0                                    | 0                    | 1                             |
| Пол    | Производња и снабдевање   | Грађевинарство                | Трговина                             | Хотели и ресторани   | Саобраћај, складиштење и везе |
| Мушки  | 0                         | 0                             | 1                                    | 0                    | 0                             |
| Женски | 0                         | 0                             | 0                                    | 0                    | 0                             |
| УКУПНО | 0                         | 0                             | 1                                    | 0                    | 0                             |
| Пол    | Финансијско посредовање   | Некретнине                    | Државна управа и одбрана             | Образовање           | Здравствени и социјални рад   |
| Мушки  | 0                         | 0                             | 0                                    | 0                    | 0                             |
| Женски | 0                         | 0                             | 0                                    | 0                    | 0                             |
| УКУПНО | 0                         | 0                             | 0                                    | 0                    | 0                             |
| Пол    | Остале услужне активности | Приватна домаћинства          | Екстериторијалне организације и тела | Непознато            | Непознато                     |
| Мушки  | 0                         | 0                             | 0                                    | 0                    | 0                             |
| Женски | 0                         | 0                             | 0                                    | 0                    | 0                             |
| УКУПНО | 0                         | 0                             | 0                                    | 0                    | 0                             |

## Порекло становништва
Данашње насеље датира од пре две стотине година. Има пет заселака: Кукулинци, Пауновци, Миљковци, Млачишке Механе и Камењари и више родова, од којих сваки чини махалу у оквиру засеока. Кукулинци су пореклом из Главановца (данашња Бугарска), Пауновци с Копаоника, а Миљковци из околине Прокупља. Млачишке Механе су настале око 1850. године, на заравни испод брда Јерич, на некадашњем друму којим су печалбари из Босилеграда, Крајишта, Власине и Црне Траве одлазили у печалбу. Доцније су се тамо преселиле и неке породице из „старог“ Млачишта. Механама је пролазио и главни поштански и кириџијски пут за ове крајеве, посебно када је Предејане добило железничку станицу. Имале су и две кафане са преноћиштем, па су служиле и за одмориште стоке и људи. Овај пут је изгубио на значају изградњом власинске акумулације 1952. године, када су Црна Трава и Власина повезане с Лесковцем и Сурдулицом асфалтним путем.

## Места удаљена од Млачишта
- Млачишке Механе (2km)
- Камењари (2,5km)
- Новковци (2,2km)
- Бајинци (2,6km)
- Лебет (2,8km)
- Пажар (3,5km)
- Павличина (4,4km)
- Мрковица (5,1km)
- Мачкатица (5,2km)
- Црвени Брег (5,3km)
- Црвенковци (5,7km)
- Јовановце (6,1km)
- Кучишњак (6,1km)
- Бабићеви (6,2km)
- Лазарићевци (6,2km)
- Самчекинци (6,3km)
- Рајчетине (6,6km)
- Рупље (6,6km)
- Обрадовце (6,7km)
- Жутини (6,7km)
- Прочоловци (7km)
- Љутеж (7,5km)
- Троскач (7,8km)
- Дањино Село (7,9km)
- Славујеви (8km)
- Лингури (8,2km)
- Маликина Махала (8,3km)
- Миљине (8,5km)
- Печиновци (8,7km)
- Банковци (9km)
- Лескова Бара (9,1km)
- Филиповци (9,2km)
- Радовинци (9,4km)
- Голема Глава (9,6km)
- Рдавац (9,7km)
- Челиште (9,8km)
- Гаџина Махала (9,8km)
- Црна Трава (9,9km)
- Сомбор (9,9km)
- Деда Илијина Махала (9,9km)
- Власина Рид (10 km)
- Бричевље (10km)
- Падине (10,1km)
- Крпејце (10,2km)
- Сушевље (10,3km)
- Острозуб (10,3km)
- Џеп (Владичин Хан) (10km)
- Предејане (11 km)

## Занимљивости
Изнад Млачишта, на узвишењу Китка, близу изворишта речице Блато, с погледом на врхове Чемерника, постоји клупа за „лагање“, намењена девојкама и момцима који се забављају, што се на црнотравском говору каже: „лажу се“. Пошто је све мање младих, на клупу данас углавном седну и одморе се од шетње стари брачни парови или понеки путник намерник.